# Keizer Lotharius III
Lotharius III (Unterlüß, tussen 1 en 9 juni 1075 – Breitenwang, 4 december 1137) was hertog van Saksen (1106), koning van Duitsland (1125) en keizer van het Heilige Roomse Rijk (1133).

## Jeugd
Lotharius was de enige zoon van Gebhard van Supplinburg en Hedwig van Formbach. Hij werd geboren in juni 1075, vlak voor de Slag bij Langensalza waar zijn vader sneuvelde. Lotharius maakte deel uit van de hoogste adel: zijn grootmoeder van moederskant was hertrouwd met hertog Ordulf van Saksen en zijn moeder hertrouwde met hertog Diederik II van Lotharingen, door familiebanden was Lotharius verbonden met alle belangrijke Saksische families. Door koop en erfenis vergaarde Lotharius grote bezittingen in Saksen. In 1100 trouwde hij met Richenza van Northeim, de erfgename van het graafschap Northeim en het markgraafschap Brunswijk.

## Hertog van Saksen
Vanaf 1104 steunde Lotharius Hendrik V in de strijd tegen zijn vader Hendrik IV. Mede als dank hiervoor kreeg Lotharius de titel van hertog van Saksen. Maar Lotharius was een nazaat van de belangrijke Saksische geslachten die zich steeds tegen Hendrik IV hadden verzet en naarmate Lotharius positie in Saksen steeds sterker werd, werd zijn verhouding met Hendrik V steeds gespannener. In 1112 nam Hendrik Lotharius zelfs zijn hertogdom af en hij gaf het pas terug nadat Lotharius zich in 1114 in het publiek aan hem had onderworpen. Lotharius steunde enkele veldtochten van Hendrik tegen opstandige edelen maar in 1115 koos hij weer positie tegen Hendrik. Lotharius vocht mee in het Saksische leger dat in 1115 het leger van Hendrik versloeg in de slag bij Welfesholz. Volgens een latere toevoeging in de Keulse Koningskroniek nam hij in 1121 deel aan de bestorming en verwoesting van Münster. Bij de inname van de stad brandde de Paulusdom af.
In 1123 benoemde Hendrik een nieuwe markgraaf van Meißen maar Lotharius verdreef de markgraaf en verdeelde het markgraafschap tussen zijn bondgenoten Koenraad de Grote en Albrecht de Beer.

## Koning van Duitsland
Hendrik overleed in 1125 en de Staufische hertog Frederik II van Zwaben leek de beste kandidaat om koning te worden. Maar aartsbisschop Adalbert van Mainz bracht een coalitie tot stand rond Lotharius en Hendrik de Zwarte, hertog van Beieren. Lotharius en Hendrik spraken af dat hun kinderen zouden trouwen, wat in 1127 ook zou gebeuren. En tot ieders verrassing werd Lotharius tot koning gekozen, hoewel hij al vijftig jaar oud was en geen mannelijke erfgenamen had.

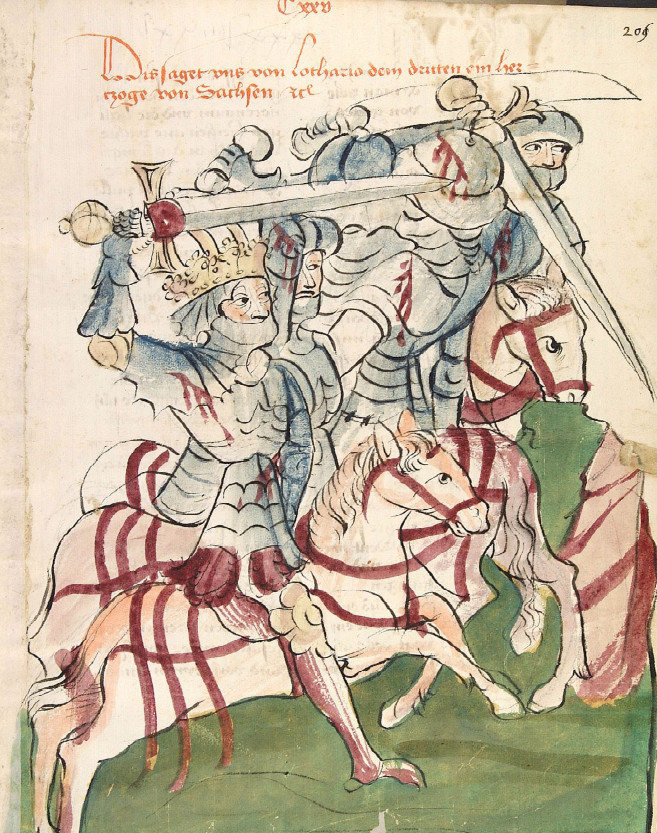
Lotharius III in de slag bij Kulm
(ca.1450), Cod. Pal. germ. 149, werkplaats van Diebold Lauber, Universitätsbibliothek Heidelberg

Al snel kwam Lotharius in conflict met Frederik en zijn broer Koenraad, hertog van Franken. Omdat Hendrik V zonder kinderen was overleden, stelde Lotharius zich op het standpunt dat de rijkslenen die Hendrik had gehad weer aan de kroon vervielen. Maar deze goederen waren honderd jaar lang lenen geweest van Hendrik en zijn voorouders en daardoor was in veel gevallen niet meer duidelijk wat een leen was en wat familiebezit was. In 1125 kwam het al tot gewapende conflicten. Lotharius verklaarde Frederik vogelvrij en ontnam Koenraad zijn hertogdom. 

Ondertussen moest Lotharius een tegenslag verwerken toen hij zich bemoeide met de erfopvolging in Bohemen. Lotharius steunde de aanspraken van Otto II van Moravië maar hij werd in 1126 gevangengenomen door diens tegenstander Soběslav I van Bohemen. En die liet Lotharius pas vrij toen die hem erkende als hertog van Bohemen. 

In het conflict met de Staufen benoemde Lotharius in 1127 zijn aanhanger Koenraad I van Zähringen tot bestuurder van Bourgondië. Lotharius' veldtocht tegen Koenraad en Frederik liep in 1127 vast toen hij Neurenberg niet kon veroveren. In 1128 werd Koenraad tot tegenkoning uitgeroepen en hij trok naar Italië om daar meer steun te zoeken. Koenraad werd wel in 1128 tot koning van Italië gekroond maar kon weinig concrete steun vinden. Ondertussen kon Lotharius in 1129 de belangrijke steden Neurenberg en Speyer veroveren.

## Keizer
In Rome ontstond in 1130 een schisma in de kerk. In een warrige procedure waren zowel Innocentius II als Anacletus II tot paus gekozen. Beide pausen zochten politieke steun en beiden beloofden Lotharius om hem tot keizer te kronen. Uiteindelijk koos Lotharius voor Innocentius. Om zich te verdedigen, kroonde Anacletus, Rogier II van Sicilië tot koning van Sicilië, die hem met soldaten verdedigde. Als tegenprestatie vroeg Lotharius om het concordaat van Worms in het voordeel van de keizer aan te passen maar Innocentius weigerde dat. Lotharius trok vervolgens met een klein leger naar Italië, omdat hij zijn positie in Duitsland niet in gevaar wilde brengen. Omdat Anacletus de Sint-Pietersbasiliek controleerde, werd Lotharius op 4 juni 1133 in de basiliek van Sint-Jan van Lateranen tot keizer gekroond. Lotharius negeerde een bul van Innocentius waarin die verklaarde boven de keizer te staan maar hij erkende wel de aanspraken van de paus op het markgraafschap Toscane, hoewel hij wel het gebruiksrecht van Toscane behield. Lotharius keerde terug naar Duitsland. Korte tijd later werd Innocentius door de soldaten van Rogier II van Sicilië uit Rome verdreven.
Frederik en Koenraad begonnen middelen tekort te komen om hun opstand voort te zetten, en besloten zich aan Lotharius te onderwerpen. Ze kregen hun hertogdommen terug en beloofden een nieuwe Italiaanse veldtocht te steunen. In 1136 trok Lotharius nogmaals naar Italië, ditmaal met een aanzienlijk leger. Hij verdeelde zijn leger in twee delen, en gaf zijn schoonzoon Hendrik de Trotse het commando over de andere helft van het leger. Het Duitse leger trok langs twee routes naar Zuid-Italië en dreef Rogier van Sicilië terug. Lotharius hergroepeerde zijn leger in 1137 bij Bari (stad). Hij wilde graag de veldtocht voortzetten en Sicilië veroveren, maar het leger weigerde om verder te trekken in de hete zomer. Nu installeerde Lotharius tegenstanders van Rogier in Apulië en Capua, en kwam prompt in conflict met paus Innocentius die meende rechten op Apulië te hebben.

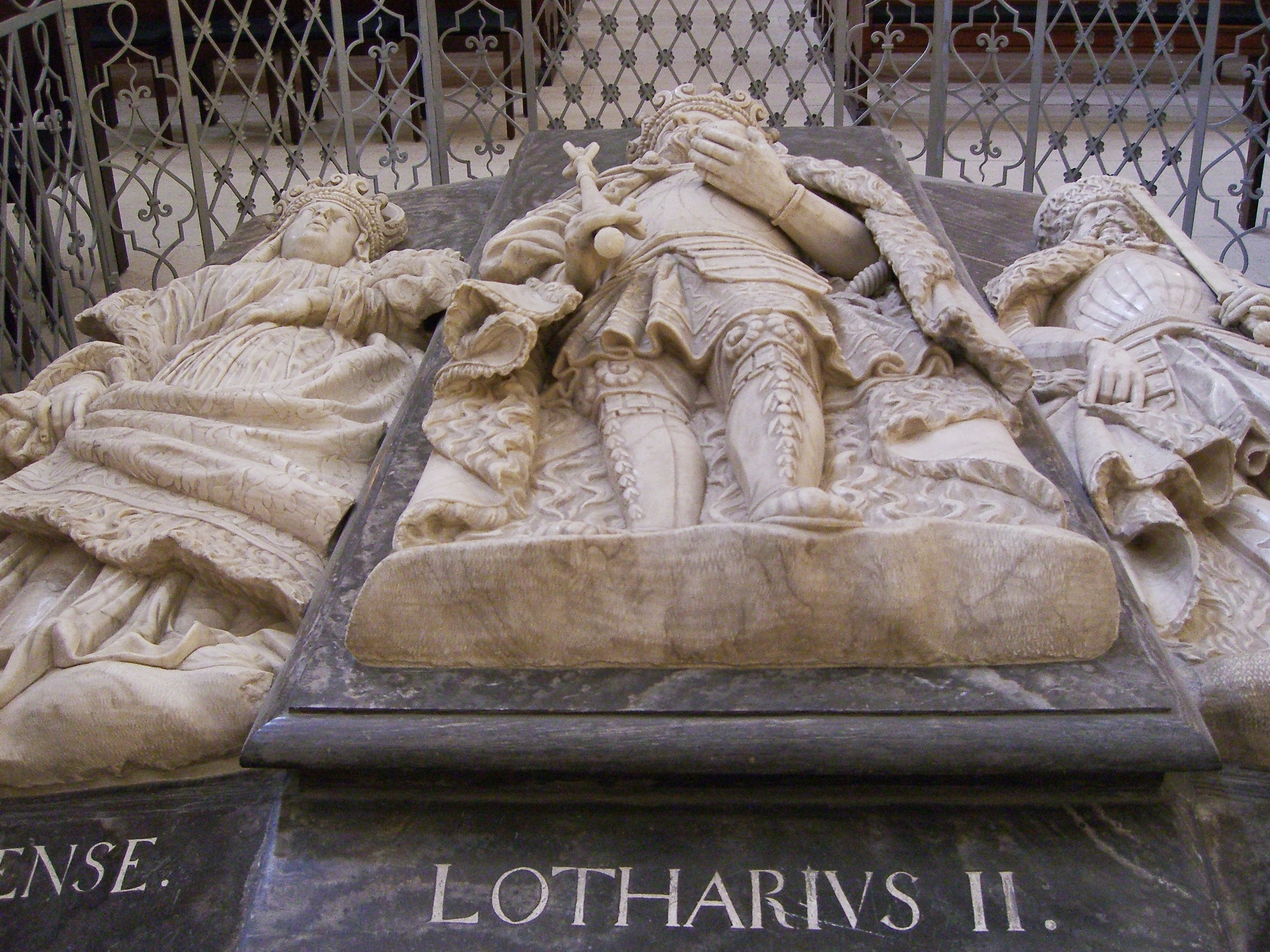
Het grafmonument van Lotharius III, zijn vrouw Richenza en zijn zwager Hendrik in het midden van de Dom van Königslutter

Op de terugweg naar Duitsland benoemde Lotharius zijn schoonzoon Hendrik tot uitvoerend markgraaf van Toscane (de paus was de eigenlijke markgraaf) en tot hertog van Saksen. Lotharius overleed onderweg in Breitenwang, voor zijn dood gaf hij de regalia aan Hendrik, die dat uitlegde als een benoeming tot opvolger als koning. Lotharius werd begraven in de Dom van Königslutter. En Hendrik werd in de koningsverkiezing verslagen door Koenraad van Franken.

## Huwelijk en kinderen
Lotharius trouwde in 1100 met Richenza van Northeim. Ze kregen één kind: Gertrude van Saksen. Gertrude trouwde eerst met Hendrik de Trotse, en daarna met Hendrik II van Oostenrijk.

## Voorouders
| Voorouders van Keizer Lotharius III (1075-1137) | Voorouders van Keizer Lotharius III (1075-1137)                              | Voorouders van Keizer Lotharius III (1075-1137)                              | Voorouders van Keizer Lotharius III (1075-1137)                              | Voorouders van Keizer Lotharius III (1075-1137)                              | Voorouders van Keizer Lotharius III (1075-1137)                               | Voorouders van Keizer Lotharius III (1075-1137)                               | Voorouders van Keizer Lotharius III (1075-1137)                               | Voorouders van Keizer Lotharius III (1075-1137)                               |
| ----------------------------------------------- | ---------------------------------------------------------------------------- | ---------------------------------------------------------------------------- | ---------------------------------------------------------------------------- | ---------------------------------------------------------------------------- | ----------------------------------------------------------------------------- | ----------------------------------------------------------------------------- | ----------------------------------------------------------------------------- | ----------------------------------------------------------------------------- |
| Overgrootouders                                 | ? (-) ∞ ? (-)                                                                | ? (-) ∞ ? (-)                                                                | ? (-) ∞ ? (-)                                                                | ? (-) ∞ ? (-)                                                                | ? (-) ∞ ? (-)                                                                 | ? (-) ∞ ? (-)                                                                 | Koenraad van Haldensleben (ca. 1020-1056) ∞ ? (-)                             | Koenraad van Haldensleben (ca. 1020-1056) ∞ ? (-)                             |
| Grootouders                                     | Bernhard van Supplinburg (-1069) ∞ Ida of Querfurt (-)                       | Bernhard van Supplinburg (-1069) ∞ Ida of Querfurt (-)                       | Bernhard van Supplinburg (-1069) ∞ Ida of Querfurt (-)                       | Bernhard van Supplinburg (-1069) ∞ Ida of Querfurt (-)                       | Frederik van Formbach (ca. 1035-1059) ∞ Gertrude van Haldensleben (1040-1116) | Frederik van Formbach (ca. 1035-1059) ∞ Gertrude van Haldensleben (1040-1116) | Frederik van Formbach (ca. 1035-1059) ∞ Gertrude van Haldensleben (1040-1116) | Frederik van Formbach (ca. 1035-1059) ∞ Gertrude van Haldensleben (1040-1116) |
| Ouders                                          | Gebhard van Supplinburg (1030/35-1075) ∞ 909 Hedwig van Formbach (1057-1090) | Gebhard van Supplinburg (1030/35-1075) ∞ 909 Hedwig van Formbach (1057-1090) | Gebhard van Supplinburg (1030/35-1075) ∞ 909 Hedwig van Formbach (1057-1090) | Gebhard van Supplinburg (1030/35-1075) ∞ 909 Hedwig van Formbach (1057-1090) | Gebhard van Supplinburg (1030/35-1075) ∞ 909 Hedwig van Formbach (1057-1090)  | Gebhard van Supplinburg (1030/35-1075) ∞ 909 Hedwig van Formbach (1057-1090)  | Gebhard van Supplinburg (1030/35-1075) ∞ 909 Hedwig van Formbach (1057-1090)  | Gebhard van Supplinburg (1030/35-1075) ∞ 909 Hedwig van Formbach (1057-1090)  |

vet = keizer · cursief = tegenkoning · 1 = medekoning (in een deelrijk) · 2 = afkomstig uit een andere dynastie